# طارق الخيكاني
طارق كطيفه غجيري الخيكاني سياسي عراقي (مواليد 1976 في محافظة ذي قار) عُيِّن وزيرًا لوزارة الإعمار والإسكان في حكومة حيدر العبادي، وعضو مجلس محافظة كربلاء.

## سيرته
ولد طارق الخيكاني عام 1976 في محافظة ذي قار، متزوج و حاصل على شهادة بكلوريوس تربية

## السيرة المهنية
•عضو مجلس محافظة كربلاء – كتلة الاحرار لدورتين 
•رئيس لجنة الاعمار للدورة الأولى لمجلس محافظة كربلاء
•رئيس اللجنة الاقتصادية للدورة الثانية لمجلس محافظة 
•نائب رئيس لجنة الاعمار للدورة الثانية لمجلس محافظة كربلاء
•عضو مجلس النواب العراقي للدورة النيابية 
•عضو لجنة النزاهة للدورة الثانية مجلس محافظة كربلاء
•عضو مؤسس للعديد من مؤسسات المجتمع المدني غير الربحية منها:
-مؤسسة اليتيم العراقي
-مؤسسة الطالب العراقي
-مؤسسة آل البيت للعلوم الدينية

## السيرة السياسية
• عضو كتلة الأحرار
•عضو المجلس السياسي الشيعي في كربلاء المقدسة
•عضو لجنة التفاوض للإئتلاف الوطني لعام 2009 ممثل عن كتلة الأحرار
•عضو لجنة الرقابة على أداء الزيارات المليونية
•سجين سياسي محكوم من قبل نظام صدام مصادق عليه من قبل مؤسسة السجناء السياسيين لسنة 1999 لاشتراكه في عمليات مناهضة لنظام صدام.

## الخبرات والدورات التأهيلية
•حاصل على شهادة ic3 لقيادة الحاسوب الدولية
•دورة التطوير المهني في إسطنبول بإشراف الجامعة العربية
•دورة تطوير الخبرات والكفاءات بيروت – جامعة بيروت
•الدورة السريعة للقيادة الإدارية المعهد التطويري النجف الاشرف

## الدراسات والبحوث
•طرق التدريس في الجامعات العراقية (بحث)
•كاتب العديد من المقالات في الشأن السياسي والأدبي وتنمية الموارد